# La Chapelle-Chaussée
La Chapelle-Chaussée település Franciaországban, Ille-et-Vilaine megyében. Lakosainak száma 1299 fő (2022. január 1.). La Chapelle-Chaussée Cardroc, Les Iffs, Langan, Langouet, Miniac-sous-Bécherel, Romillé, Saint-Brieuc-des-Iffs, Saint-Gondran és Saint-Symphorien községekkel határos.

## Népesség
A település népességének változása:
| Lakosok száma | 591  | 597  | 624  | 1010 | 1249 | 1254 | 1271 | 1295 | 1302 | 1299 |
|               | 1968 | 1982 | 1990 | 2006 | 2013 | 2015 | 2017 | 2019 | 2020 | 2022 |